# Saint-Cyr-en-Bourg
Saint-Cyr-en-Bourg és un municipi francès situat al departament de Maine i Loira i a la regió de País del Loira. L'any 2007 tenia 995 habitants.

## Demografia

### Població
El 2007 la població de fet de Saint-Cyr-en-Bourg era de 995 persones. Hi havia 374 famílies de les quals 78 eren unipersonals (16 homes vivint sols i 62 dones vivint soles), 109 parelles sense fills, 148 parelles amb fills i 39 famílies monoparentals amb fills.
La població ha evolucionat segons el següent gràfic:
Habitants censats

### Habitatges
El 2007 hi havia 417 habitatges, 384 eren l'habitatge principal de la família, 9 eren segones residències i 25 estaven desocupats. 405 eren cases i 7 eren apartaments. Dels 384 habitatges principals, 267 estaven ocupats pels seus propietaris, 107 estaven llogats i ocupats pels llogaters i 10 estaven cedits a títol gratuït; 1 tenia una cambra, 10 en tenien dues, 48 en tenien tres, 108 en tenien quatre i 218 en tenien cinc o més. 297 habitatges disposaven pel capbaix d'una plaça de pàrquing. A 171 habitatges hi havia un automòbil i a 180 n'hi havia dos o més.

### Piràmide de població
La piràmide de població per edats i sexe el 2009 era:
| Homes | Edats   | Dones |
| ----- | ------- | ----- |
| 0     | 95 o +  | 0     |
| 0     | 90 a 94 | 4     |
| 0     | 85 a 89 | 12    |
| 4     | 80 a 84 | 8     |
| 16    | 75 a 79 | 12    |
| 20    | 70 a 74 | 20    |
| 16    | 65 a 69 | 28    |
| 12    | 60 a 64 | 24    |
| 44    | 55 a 59 | 32    |
| 16    | 50 a 54 | 36    |
| 36    | 45 a 49 | 36    |
| 44    | 40 a 44 | 8     |
| 40    | 35 a 39 | 72    |
| 52    | 30 a 34 | 36    |
| 20    | 25 a 29 | 48    |
| 16    | 20 a 24 | 16    |
| 40    | 15 a 19 | 36    |
| 16    | 10 a 14 | 60    |
| 36    | 5 a 9   | 36    |
| 32    | 0 a 4   | 44    |

## Economia
El 2007 la població en edat de treballar era de 633 persones, 473 eren actives i 160 eren inactives. De les 473 persones actives 416 estaven ocupades (231 homes i 185 dones) i 57 estaven aturades (21 homes i 36 dones). De les 160 persones inactives 66 estaven jubilades, 44 estaven estudiant i 50 estaven classificades com a «altres inactius».

### Ingressos
El 2009 a Saint-Cyr-en-Bourg hi havia 394 unitats fiscals que integraven 1.010,5 persones, la mediana anual d'ingressos fiscals per persona era de 16.175 €.

### Activitats econòmiques
Dels 30 establiments que hi havia el 2007, 1 era d'una empresa extractiva, 4 d'empreses alimentàries, 5 d'empreses de fabricació d'altres productes industrials, 3 d'empreses de construcció, 5 d'empreses de comerç i reparació d'automòbils, 1 d'una empresa d'hostatgeria i restauració, 2 d'empreses financeres, 4 d'empreses immobiliàries, 1 d'una empresa de serveis, 1 d'una entitat de l'administració pública i 3 d'empreses classificades com a «altres activitats de serveis».
Dels 7 establiments de servei als particulars que hi havia el 2009, 2 eren tallers de reparació d'automòbils i de material agrícola, 1 fusteria, 2 lampisteries, 1 perruqueria i 1 restaurant.
Dels 2 establiments comercials que hi havia el 2009, 1 era una botiga de menys de 120 m² i 1 una fleca.
L'any 2000 a Saint-Cyr-en-Bourg hi havia 28 explotacions agrícoles que ocupaven un total de 638 hectàrees.

## Equipaments sanitaris i escolars
El 2009 hi havia una escola elemental.

## Poblacions més properes
El següent diagrama mostra les poblacions més properes.